# Carex leavenworthii
Carex leavenworthii là một loài thực vật có hoa trong họ Cói. Loài này được Dewey mô tả khoa học đầu tiên năm 1846.